# 明塚駅
明塚駅（あかつかえき）は、島根県邑智郡美郷町明塚にあった、西日本旅客鉄道（JR西日本）三江線の駅（廃駅）である。
三江線の廃止に伴い、2018年（平成30年）4月1日に廃駅となった。

## 歴史

### 年表

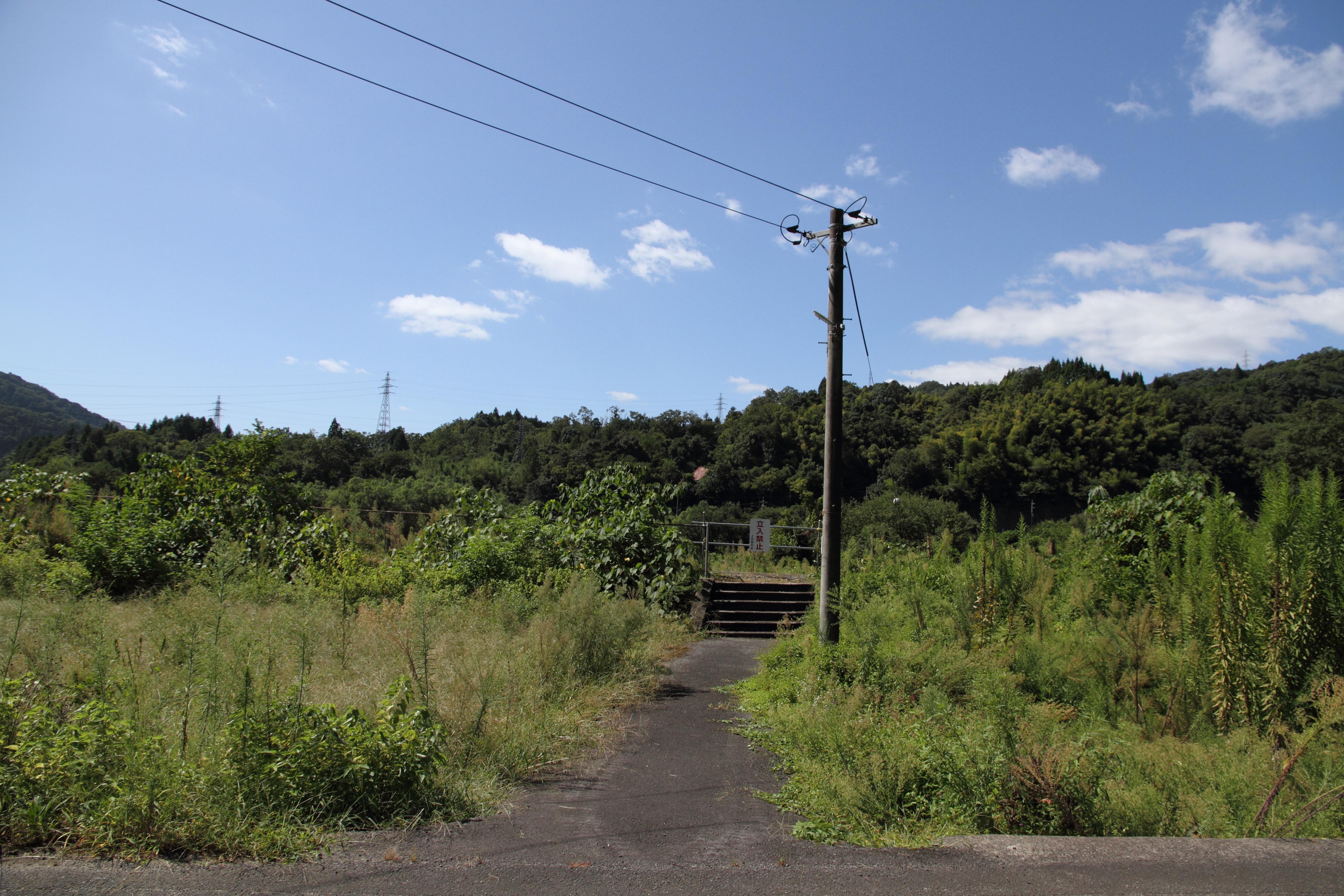
廃線後の駅入口。待合室は撤去されている（2019年9月）

- 1967年（昭和42年）4月1日：三江北線（当時）の石見簗瀬駅 - 粕淵駅間に新設開業[4][6]。旅客営業のみの駅員無配置駅[7]。
  - 当時の所在地表示は島根県邑智郡邑智町明塚であった。
- 1975年（昭和50年）8月31日：当駅を含む江津駅 - 三次駅間が全通したため三江北線が現行の三江線の一部となり、当駅も三江線に所属する駅となる[4]。
- 1987年（昭和62年）4月1日：国鉄分割民営化により、西日本旅客鉄道が継承[4]。
- 2004年（平成16年）10月1日：美郷町成立に伴い、所在地表示が島根県邑智郡美郷町明塚になる。
- 2018年（平成30年）4月1日：三江線の全線廃止に伴い、廃駅となる[5]。

### 地名の由来
東京都板橋区の「赤塚」と同語源で、「赤土の盛り上がった塚」、あるいは「荒れた塚」のあるところの意味と思われる。

## 駅構造

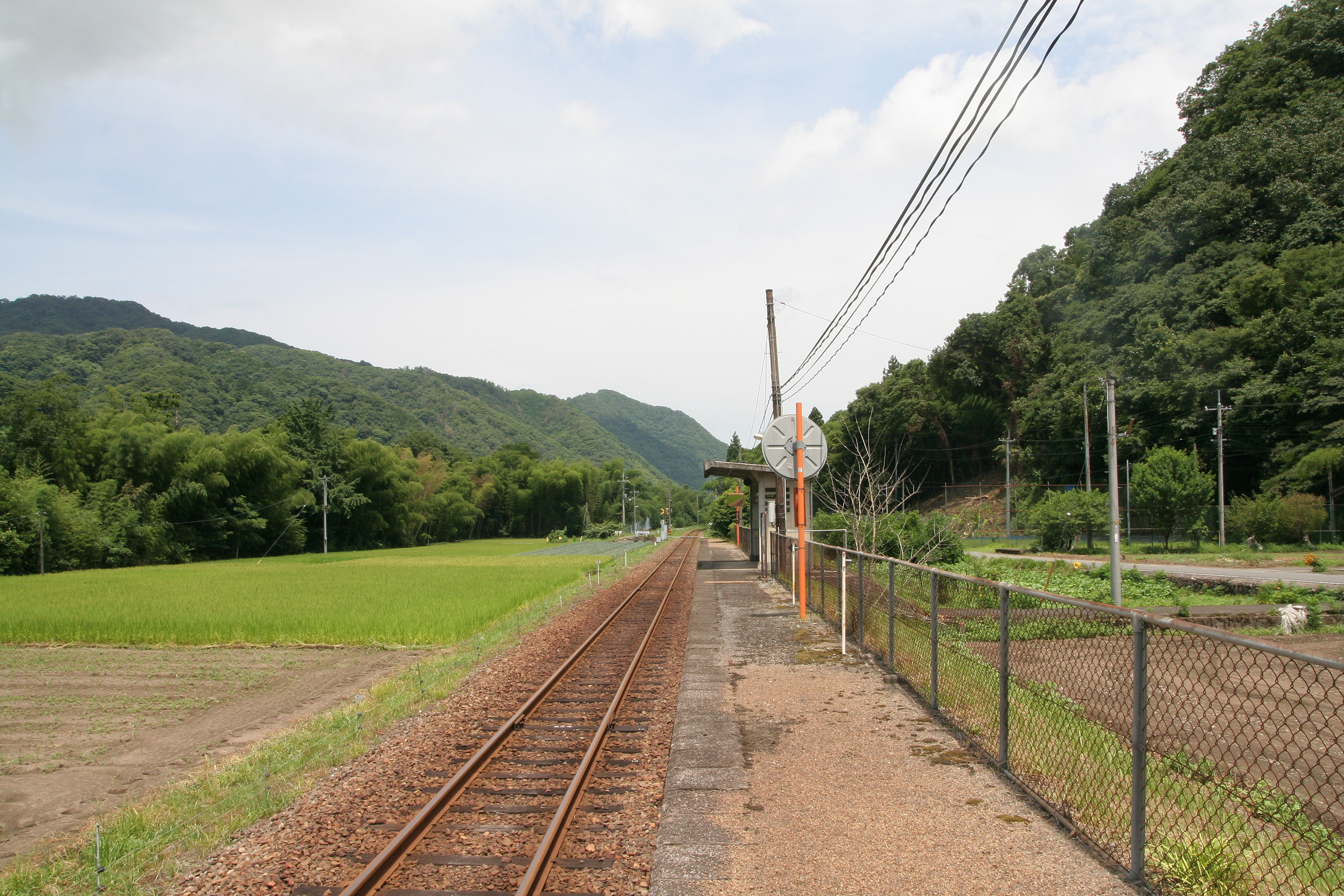
構内（2008年7月）

浜原方面に向かって右側（構内西側）に、単式ホーム1面1線を有する地上駅（停留所）であり、浜田鉄道部が管理する無人駅であった。ホーム中程に待合所が置かれており、その横の階段から直接ホームに出入りできた。なお、自動券売機などの各種設備は設置されなかった。

## 利用状況
近年の1日平均乗車人員は以下の通りである。なお、1994年度は5人、1984年度は13人だった。
| 乗車人員推移 | 乗車人員推移 |
| 年度         | 1日平均人数  |
| ------------ | ------------ |
| 1999         | 4            |
| 2000         | 6            |
| 2001         | 5            |
| 2002         | 2            |
| 2003         | 2            |
| 2004         | 3            |
| 2005         | 3            |
| 2006         | 4            |
| 2007         | 3            |
| 2008         | 2            |
| 2009         | 0            |
| 2010         | 0            |
| 2011         | 0            |
| 2012         | 0            |
| 2013         | 1            |
| 2014         | 2            |
| 2015         | 2            |
| 2016         | 0            |
| 2017         | 1            |

## 駅周辺

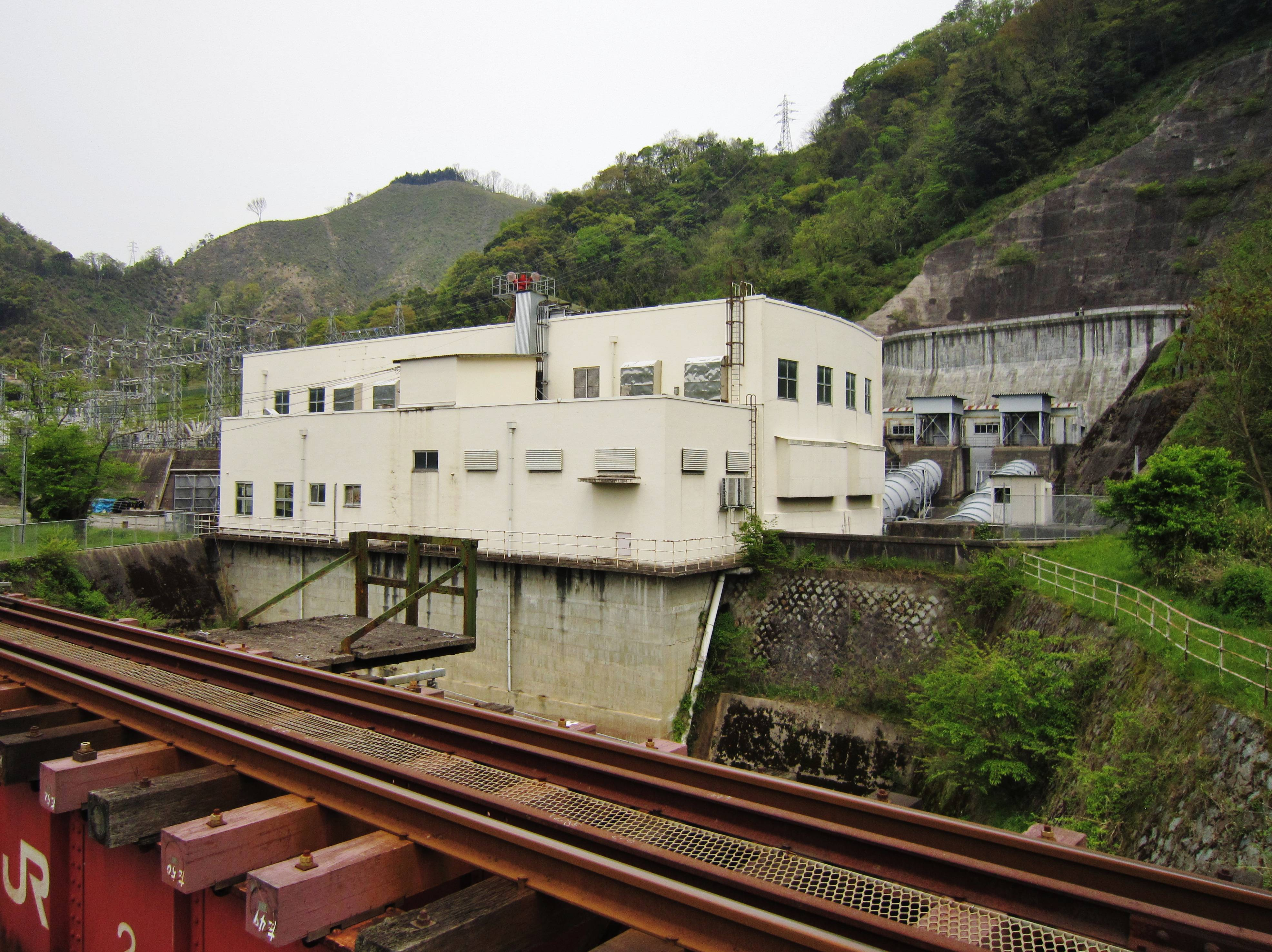
中国電力明塚発電所（2013年4月）

田畑の中に所在し、近隣に数軒の民家がある。
- 江の川[3]
- 中国電力明塚発電所[2][3]

## その他
- 三江線活性化協議会により、石見神楽の演目名にちなんだ「黒塚」の愛称が付けられていた[2][3][10]。

## 隣の駅
西日本旅客鉄道（JR西日本）
 三江線
石見簗瀬駅 - 明塚駅 - 粕淵駅
かつて当駅と粕淵駅との間に野井仮乗降場が存在した。

#### 統計資料
1. ↑  “島根県統計書”. しまね統計情報データベース.   島根県政策企画局. 2025年2月5日閲覧。